# Гурки
Ґурки, або Гурки (пол. Górkowie) — шляхетські роди Королівства Польського.

## Гербу Лодзя
Отримали графський титул Священної Римської Імперії.

### Представники
- Войцех із Ґурки, дружина — Катажина
  - Якуб, дружина — Дорота
    - Лукаш (пом. 1475) — познанський воєвода, дружина — Катажина з Шамотул
      - Урієль — канонік ґнезнеський, єпископ познанський (РКЦ), канцлер великий коронний.
      - Ян — староста накельський
      - Миколай — ґнєзненський каштелян, дружина — Барбара Петронеля з Кутна
        - Лукаш (1482—1542) — яворівський староста, дружина — Катажина Шамотульська
          - Анджей
            - Анджей
            - Лукаш
            - Станіслав (пом. 1592)
            - Барбара — остання дідичка роду, дружина рогозінського каштеляна Войцеха Чарнковського, який отримав від неї чимало маєтностей роду Ґурок[1]

      - Малґожата — дружина Станіслава зі Збоншина

## Гербу Леліва

### Представники
- Збігнєв з Високої Ґури
- Єнджей

## Гербу Росинець
Походили з Варшавської землі.

### Представники
- Пйотр
- Йоанна — черниця-домініканка в Кам'янці на Поділлі